# Liste des routes diagonales au Brésil
Note. Les codifications des États brésiliens sont les suivantes :

AC : Acre ; AL : Alagoas ; AM : Amazonas ; AP : Amapá ; BA : Bahia ; CE : Ceará ; DF : District Fédéral ; ES : Espírito Santo ; GO ; Goiás ; MA : Maranhão ; MG : Minas Gerais ; MS : Mato Grosso do Sul ; MT : Mato Grosso ; PA : Pará ; PB : Paraíba ; PE : Pernambouc ; PI : Piauí ; PR : Paraná ; RJ : Rio de Janeiro ; RN : Rio Grande do Norte ; RO : Rondônia ; RR : Roraima ; RS : Rio Grande do Sul ; SC : Santa Catarina ; SE : Sergipe ; SP : São Paulo ; TO : Tocantins.

## Liste des routes diagonales
- BR-304
- BR-307 : Marechal Taumaturgo (AC) - Cucuí (AM), 1 695,300 km à travers les États de l'Acre et de l'Amazonas.
Détail du parcours et carte. (Certains tronçons sont inachevés ; voir les détails sous les liens)
- BR-308
- BR-316 : Belém (PA) - Maceió (AL), 2 062 km à travers les États du Pará, du Maranhão, du Piauí, du Pernambouc et de l'Alagoas.
Détail du parcours et carte.
- BR-317 : Lábrea (AM) - Assis Brasil (AC), 931,700 km à travers les États de l'Amazonas et de l'Acre.
Détail du parcours et carte.
- BR-319 : Manaus (AM) - Porto Velho (AC), 880,400 km à travers les États de l'Amazonas et de l'Acre.
Détail du parcours et carte.
- BR-324
- BR-330
- BR-342
- BR-343
- BR-349
- BR-352
- BR-354
- BR-356
- BR-359
- BR-361
- BR-363
- BR-364 : Limeira (SP) - Mâncio Lima - Frontière avec le Pérou (AC), 4 141,500 km à travers les États de São Paulo, du Minas Gerais, du Goiás, du Mato Grosso, du Rondônia et de l'Acre.
Détail du parcours et carte.
- BR-365
- BR-367
- BR-369
- BR-373
- BR-374
- BR-376
- BR-377 : Carazinho (RS) - Quaraí (RS), 498,100 km à travers l'État du Rio Grande do Sul.
Détail du parcours et carte. (Certains tronçons sont inachevés ; voir les détails sous les liens)
- BR-381 : São Mateus (ES) - São Paulo (SP), 1 181 km à travers les États de l'Espírito Santo, du Minas Gerais et de São Paulo.
Détail du parcours et carte.
- BR-383
- BR-386 : Iporã do Oeste (SC) - Canoas (RS), 531,700 km à travers les États de Santa Catarina et du Rio Grande do Sul.
Détail du parcours et carte.
- BR-392 : Rio Grande (RS) - Porto Xavier (RS), 719,600 km à travers l'État du Rio Grande do Sul.
Détail du parcours et carte. (Certains tronçons sont inachevés ; voir les détails sous les liens)
- BR-393